# Hectémore
Un hectémore, ou hektémore, est un paysan de catégorie juridique particulière, en Grèce antique (notamment à Athènes). Les sources connues ne permettent pas, aujourd'hui, de connaître le réel statut des hectémores dans le cadre de la société et de l'agriculture grecque de l'Antiquité. Ni Aristote ni Plutarque ne précisent le terme dans leurs écrits et ce statut avait disparu après les réformes de Solon.
L'étymologie permet toutefois de savoir qu'il existait un rapport de 1/6 dans leurs obligations. Plusieurs hypothèses ont alors été faites :
- ils louaient une terre qu'ils exploitaient et le loyer était payé avec le sixième de leurs récoltes ;
- ils défrichaient une terre non exploitée pour un bail de 5 ans (ou 6 ans ?) ;
- ils bénéficiaient d'une aide pour défricher une terre non exploitée et devaient rembourser cette aide avec le sixième des récoltes ;
- ils étaient associés à un bailleur de fonds avec un contrat de complant, ce qui leur permettait ensuite de bénéficier du sixième de la terre cultivée en olivette (ou peut-être des 5/6 ?).

Toujours est-il que les hectémores étaient relativement dépendants, notamment en cas de crise agraire.
Julien Zurbach, 2017, étudie la question de la terre à la fin du VIIe siècle  et si l'on peut ou non confondre hectémore et esclave pour dette, avant la réforme de Solon (en 594). Pour obtenir leurs prêts auprès des riches les pauvres mettaient leur propre personne en gage. Pour une dette non payée la personne pouvait être réduite en esclavage et un loyer non payé est assimilé alors à une dette. Les hectémores et leur famille pouvaient ainsi être réduits en esclavage pour un loyer (mysthôsis) non payé, et non seulement pour un emprunt. Julien Zurbach établit, après étude, qu'en fait ce sont les cinq sixièmes de la récolte du paysan qui constituaient la rente à verser au propriétaire, le loyer en question.
La rente aux cinq sixièmes a été considérée par les historiens comme trop lourde pour que le paysan puisse même survivre.